# Мала Трошина
Мала Тро́шина (рос. Малая Трошина) — присілок у складі Юргінського району Тюменської області, Росія.
Населення — 69 осіб (2010, 140 у 2002).
Національний склад станом на 2002 рік:
- росіяни — 91 %